# Jack Sparrow
Jack Sparrow je izmišljeni lik, antijunak iz Disneyjevog filmskog serijala Pirati s Kariba. Jack je kapetan piratskog broda Crni biser, te jedan od Piratskih vladara iz Bratskog dvora, u kojem je vladar Karipskog mora. U svih pet filmova ga glumi američki glumac Johnny Depp, koji je svoju glumu djelomice utemeljio na rock glazbeniku Keithu Richardsu, koji se na Deppov nagovor i sam pojavio u trećem i četvrtom filmu u ulozi Jackovog oca. U petom filmu mladog Sparrowa glumi američki rock glazbenik Anthony De La Torre.

## Biografija

### Knjige
U seriji knjiga za djecu pod nazivom Pirati s Kariba: Jack Sparrow opisane su Jackove pustolovine dok je u pubertetu i prije nego što je postao pirat. 1716. on okuplja posadu njegove dobi te se ukrcavaju na ribarski brodić Barnacle i započinju s potragama za raznim neobičnim i magičnim predmetima i blagom. Na putu se susreću sa sirenama, piratima, vješticama, duhovima astečkog vladara Montezume i španjolskog konkvistadora Hernana Cortesa, vladarom mora Davy Jonesom i raznim drugim natprirodnim stvorenjima, te Jack upoznaje oca, kapetana Teaquea, Piratskog vladara Madagaskara i čuvara Piratskog Kodeksa, kao i mladog Benjamina Franklina.
U knjizi Pirati s Kariba: Cijena slobode otkriva se da je Jack bio zapovjednik trgovačkog broda Istočnoindijske trgovačke kompanije, Pokvarena ženska (en. Wicked Wench). Jack je neko vrijeme radio za Cutler Becketta, upravitelja zapadne Afrike, ali kada mu je odbio predati položaj tajanstvenog otoka Kerma, Beckett mu je naredio da u Zapadnu Indiju preveze teret crnih robova. Iako je isprva pristao izvršiti zadatak, Jack je umjesto toga odvezao robove na Kermu i oslobodio ih. Beckettovi ljudi su zbog toga uhitili Jacka, zapalili Pokvarenu žensku i usijanim željezom mu na ruku utisnuli slovo P (Pirat). Sparrow se oslobodio i započeo piratsku karijeru. Pokušao je spasiti Pokvarenu žensku, ali je pri tome i sam potonuo s brodom. Spasio ga je Davy Jones, natprirodni gospodar morskih dubina i sklopili su sporazum. Davy Jones je izvukao Jackov brod s morskog dna a Jack mu po dogovoru nakon trinaest godina zapovjedanja mora 100 godina služiti na njegovom brodu, Letećem Holandezu. Tada je Jack preimenovao svoj brod u Crni Biser (Black Pearl).
U serijalu knjiga Pirati s Kariba: Legende o Bratskom dvoru razjašnjen je Jackov život u daljnjih nekoliko mjeseci. Jack je brzo stekao glas kao jedan od najuspješnijih pirata i postao Piratski vladar Karipskog mora. Od voodoo vještice Tie Dalme, Jack je u zamjenu za torbu zlata dobio čarobni kompas koji pokazuje gdje se nalazi ono što njegov posjednik najviše želi. U luci Tortuga Jack je primio kao prvog časnika Hectora Barbossu te su otplovili na Daleki Istok, kamo ih je uputila Tia Dalma u potragu za devet dijelova tajanstvenog metala poznatog kao "Shadow Gold", kako bi spriječili zlog alkemičara zvanog Shadow Lord i njegovu "Vojsku sjena" da unište Piratsko Bratstvo. Uz pomoć osam Piratskih vladara sa svih strana svijeta, uspjeli su u misiji.
Dvije godine kasnije, krenuli su u potragu za Otokom Mrtvih (Isla de Muerta) na kojem je konkvistador Cortes stoljećima ranije sakrio sanduk sa zlatom. Na putu prema otoku Jack otkriva Barbossi položaj otoka i ovaj iste noći podiže pobunu protiv njega, otima mu brod i ostavlja ga na pustom otoku da umre. Jack je imao sreće jer su tri dana kasnije na otok došli krijumčari ruma te su ga poveli sa sobom. U sljedećih deset godina Jack je posjetio Singapore, radio sitne usluge guvreneru Port Royala, opljačkao grad Nassau na Bahamima bez ispaljenog metka, pokušavajući istodobno povratiti svoj brod, neprestano bježeći Jolly Rogeru.

### Filmovi

#### Pirati s Kariba: Prokletstvo Crnog Bisera
Na početku filma Jack dolazi u grad Port Royal na Jamajci gdje spašava od utapanja guvernerovu kćer Elizabeth Swann no zarobljavaju ga britanski vojnici. Tijekom noći Crni Biser napada grad i Barbossini pirati odvode Elizabeth. Elizabethin prijatelj Will Turner oslobađa Jacka jer mu ovaj obećava da će ga odvesti do Crnog Bisera kako bi ovaj spasio Elizabeth. 
Njih dvojica kradu britanski brod Presretač i na otoku Tortuga ukrcavaju posadu te slijede Crni Biser do Otoka Mrtvih gdje je na Barbossu i njegove ljude deset godina ranije pala kletva vječnog života u obliku mrtvaca; zbog krađe drevnog astečkog zlata koje je ondje bilo sakriveno. Da bi maknuli kletvu Barbossa i njegovi ljudi moraju sve ukradene dijelove blaga vratiti i svaki od njih mora nad njim proliti svoju krv. Oteli su Elizabeth jer ona ima posljednji komad blaga i jer vjeruju da je ona kćer "Bootstrap" Billa, člana posade kojeg su oni privezali za top i bacili ga u more prije nego što su saznali kako skinuti kletvu (čime je Elizabeth izvor "Bootstrapove" krvi). Zapravo je Will taj kojega trebaju i Jack namjerava zamijeniti Willa u zamjenu za svoj brod. Barbossa neuspješno pokušava Elizabethinom krvlju maknuti kletvu, Will bježi s Elizabeth na Presretaču a Jacka ostavlja onesviještenog na otoku gdje ga zarobljava Barbossa. Crni Biser progoni Presretača i potapa ga. 
Barbossa otkriva tko je Will zapravo i odvodi ga sa sobom a Jacka i Elizabeth ostavlja na istom otoku gdje je Jack već bio ostavljen. Odande ih spašava ratni brod Neustrašivi kojim zapovjeda Elizabethin zaručnik komodor James Norrington i brod kreće u potjeru za Crnim Biserom koji se vratio na Otok mrtvih. Jack zaustavlja obred kojim je Barbossa namjeravao skinuti kletvu i nagovara ga da svoje ljude, dok su još pod utjecajem kletve i besmrtni, pošalje na Neustrašivog i zauzme ga, a njemu prepusti Crni Biser. Tijekom borbe na brodu Jack krade komadić ukletog blaga navukavši kletvu i na sebe i time i sebe učini besmrtnim. Oslobađa Willa i napada Barbossu te u pravom trenutku, nakon što je njegova i Willova krv prolivena nad zlatom, skida kletvu i ubija Barbossu. Vojnici na Neustrašivom pobjeđuju sada smrtne pirate i odvode Jacka u Port Royal gdje ga čekaju vješala. Uz Willovu pomoć Jack bježi i otplovljava na Crnom Biseru u nove pustolovine.

##### Između filmova
Događaji između filmova Pirati s Kariba: Prokletstvo Crnog Bisera i Pirati s Kariba: Mrtvačeva Škrinja su objašnjeni u videoigri Pirati s Kariba: Legenda o Jacku Sparrowu i seriji kratkih stripova objavljenih pod nazivom Pirati s Kariba: Prokletstvo Crnog Bisera.
Nakon bijega iz Port Royala Jack je zaplovio prema Otoku Mrtvih da preotme blago koje je Barbossa prikupio za deset godina zapovijedanja Crnim Biserom. No Barbossina posada također bježi iz Port Royala, dolaze na Otok Mrtvih te ponovno primaju kletvu na sebe. Jack se više puta sukobljava s njima te ih na kraju ostavlja na istom onom otoku na kojem je Barbossa njega ostavio deset godina ranije. Nakon toga, Jack, Will i Elizabeth posjećuju Arktik, sukobljavaju se s kineskom vješticom gospođom Tang i poražavaju uklete Vikinge. Norrington kreće u potjeru za Jackom ali u oluji kraj Tripolija gubi brod. Jack se vraća na Otok Mrtvih po Barbossino blago da bi otkrio kako je otok u oluji potonuo na dno mora.

#### Pirati s Kariba: Mrtvačeva škrinja
Davy Jones dolazi naplatiti stari Jackov dug. Jack pokušava pronaći ključ kojim se otvara tajanstvena Mrtvačeva škrinja. Posjećuje ga Bootstrap Bill, Willov otac, sada član posade Jonesovog broda Leteći Holandez, i obavještava ga da je Jones u lov na njega poslao morsko čudovište Krakena. Jack kreće prema najbližem kopnu no tamo on i njegova posada postaju zarobljenici ljudoždera. Jack ih uvjerava da je on bog ali oni imaju običaj jesti svoje bogove. Tamo biva zarobljen i Will koji je pošao u potragu za Jackom kako bi od njega dobio čarobni kompas koji bi mijenjao za Elizabethinu slobodu. Ona je zatočena od strane lorda Cutlera Becketta zbog uloge koju je imala u Jackovom spašavanju. 
Jack, Will i posada uspijevaju pobjeći Crnim Biserom a Jack obećaje Willu dati kompas ako mu ovaj pomogne pronaći ključ koji otvara Mrtvačevu škrinju. Voodoo vještica Tia Dalma im povjerava da je u škrinji zatvoreno još uvijek živuće Jonesovo srce i otkriva Jacku položaj Letećeg Holandeza. Will ondje biva zarobljen a Jones obećava poštedjeti Jacka ako mu ovaj u zamjenu pribavi sto duša. Jack na Tortugi uzalud pokušava prikupiti dovoljno ljudi a ondje mu se pridružuju Elizabeth, koja je pobjegla Beckettu, i Norrington, koji je napustio mornaricu kada je u potjeri za Jackom izgubio brod. Na Letećem Holandezu Will se susreće s ocem i uz njegovu pomoć krade ključ Mrtvačeve škrinje od Jonesa i bježi s broda. Crni Biser doplovljava do Otoka križeva gdje je škrinja zakopana ali u međuvremenu i Leteći Holandez dolazi. Na plaži izbija borba između Jacka, Norringtona i Willa oko škrinje ali ih sve napada Jonesova posada. Neprimjetno od ostalih Jack vadi srce iz škrinje i zatvara ga u posudu zemlje ali ne primjećuje da odande srce krade Norrington koji bježi s praznom škrinjom i ostavlja ju Jonesovom ljudima. 
U kratkoj bitci koja uslijedi, Crni Biser uspijeva pobjeći Letećem Holandezu ali Jones poziva Krakena koji nakon duge i teške borbe potapa Crni Biser i Jacka s njim dok se Will, Elizabeth i rijetki preživjeli spašavaju u čamcu. Davy Jones otvara škrinju i vidjevši ju praznu proklinje Jacka. Will i ostali odlaze kod Tie Dalme i ona im otkriva da postoji mogućnost da vrate Jacka među žive ako otplove "do kraja svijeta". Oni pristaju i tada se pojavljuje Barbossa, živ, kako bi ih vodio na opasnom putovanju.

#### Pirati s Kariba: Na kraju svijeta
Na početku filma Jack je zajedno s Crnim Biserom zarobljen u mitskom spremištu Davyja Jonesa. Odande ga spašavaju Barbossa (kojeg je Tia Dalma vratila iz mrtvih), Will i Elizabeth. Ponovno u svijetu živih, Jack biva zarobljen od Piratskog vladara Sao Fenga, koji ga predaje lordu Cutleru Beckettu na njegovom brodu HMS Endeavour u zamjenu za svoju vlastitu slobodu. Jack radi dogovor s Beckettom i nakon što se Feng okreće protiv Becketta, Jack uspijeva pobjeći na Crnom Biseru i baca Willa s broda jer ih ovaj izdaje Beckettu. 
Jack sudjeluje u okupljanju Bratskog dvora, devet piratskih vladara, na Otoku Brodoloma. Ondje se susreće i s ocem, kapetanom Teagueom, bivšim Piratskim vladarom Madagaskara i sadašnjim čuvarom Piratskog Kodeksa. Nakon što Elizabeth biva izabrana za piratskog kralja, ona zajedno s Jackom i Barbossom pregovara s Beckettom, Davy Jonesom i Willom. Jack i Will zamjenjuju mjesta te Jack završava na Letećem Holandezu, Jonesovom brodu. Dvije suprotstavljene flote se približavaju a Barbossa priziva morsku boginju Calypso koja stvara Maelstrom, golemi vrtlog u koji Leteći Holandez i Crni Biser budu uvučeni. Tijekom borbe dvaju brodova, Jack krade Mrtvačevu škrinju i započinje borbu s Davy Jonesom na jarbolima Letećeg Holandeza. Dva broda se sve više približavaju i sudaraju te na njihovim palubama započinje borba prsa o prsa. Will se prebacuje na Holandeza i sukobljava s Jonesom koji ga smrtno ranjava. Jack se dokopava ključa i škrinje te ju otvara i daje Jonesovo srce umirućem Willu, koji ga probada, ubivši Jonesa, nakon čega i sam umire u Elizabethinom naručju. 
Jack spašava Elizabeth i oni se vraćaju na Crni Biser koji se izvlači iz vrtloga dok Holandez tone u njemu zajedno s Willom. Vrtlog nestaje a Beckettov brod Endeavour, predvodeći flotu Istočnoindijske trgovačke kompanije, približava se Crnom Biseru kako bi ga uništio. No tada Leteći Holandez izranja na površinu s Wilom za kormilom. Crni Biser i Holandez zajedno uništavaju Endeavour na kojem i Beckett pogiba, dok ostatak neprijateljske flote bježi. Piratsko bratstvo biva spašeno, a Will je zauzeo Jonesovo mjesto i mora deset godina ploviti morima na Holandezu. Jack se vraća Crnim Biserom na Tortugu gdje mu brod ponovno biva ukraden od Barbosse koji namjerava krenuti u potragu za Izvorom mladosti. No Jack je Barbossi ukrao karte i u čamcu isplovljava na more kako bi se sam dokopao besmrtnosti.

#### Pirati s Kariba: Nepoznate plime
Nekoliko godina po odlasku s Tortuge, Jack je čuo glasinu kako "Kapetan Jack Sparrow u Londonu okuplja posadu". Znatiželjan otkriti tko je varalica koja se predstavlja njegovim imenom, Jack se i sam zaputio u London. Nakon što je spasio svog prijatelja Joshamee Gibbsa, Jack je ubrzo uhvaćen od strane britanskih vlasti i odveden na razgovor s kraljem Georgeom II., koji se iznenada zainteresirao za Izvor mladosti. Kada je otkrio da je kralja o Izvoru obavijestio Barbossa, koji je izgubio Crni biser i desnu nogu, te postao kraljevski gusar u službi Engleske, Jack bježi i pronalazi svog "dvojnika" za kojeg se ispostavi da je Angelica, Jackova stara ljubav. Angelica ga silom ukrcava na Osvetu kraljice Anne, brod pirata Crnobradog, koji je njezin otac.
Jack otkriva da Crnobradi također želi doći do Izvora mladosti, kako bi povratio svoju izgubljenu mladost. No tijekom puta, Jack je bio prisiljen raditi kao i bilo koji drugi mornar. Nezadovoljan svojim novim položajem, Jack je nahuškao neke članove posade protiv Crnobradog, pričajući im o mnogim opasnostima koje leže pred njima. Jedne noći, Jack i njegovi suurotnici su podigli pobunu, no tu je Crnobradi lako ugušio svojim voodoo moćima.
Kasnije, Osveta kraljice Anne je doplovila do bezimenog otoka, te do Zaljeva bijelih valova, mjesta na kojem se okupljaju sirene. Uslijedila je bitka u kojoj su pirati pretrpjeli brojne žrtve, ali su uspjeli zarobiti jednu sirenu. Crnobradom je za obred na Izvoru mladosti trebala i sirenina suza.
Nakon što su premjestili brod u zaštićenu uvalu, pirati su ponovno krenuli u unutrašnjost otoka, u potrazi za Santiagom, nasukanim brodom odavno mrtvog konkvistadora Juana Ponce de Leóna. Na brodu su bili sakriveni srebrni kaleži, koje je Crnobradi također trebao za obred. Jack je krenuo prema Santiagu, dok su Crnobradi i ostatak posade krenuli prema Izvoru, uz pomoć Jackovog čarobnog kompasa. Jack je pronašao olupinu Santiaga, i u njemu Barbossu. Vidjeli su da su kaleži odneseni s broda.
Barbossa i Jack su udružili snage kako bi oteli kaleže iz obližnjeg španjolskog logora. Iako su ih Španjolci privremeno zarobili, uspjeli su u svojoj namjeri. Barbossa je Jacku također otkrio da je Crnobradi odgovoran za gubitak Crnog bisera i njegove desne noge, te da će učiniti sve da mu se osveti.
Sutradan, Jack se s kaležima ponovno pridružio Crnobradovoj posadi, te ih odveo do Izvora. No ondje se također pojavio i Barbossa, predvodeći grupu britanskih mornara. Između dviju grupa je izbila borba, koju su ubrzo prekinuli Španjolci, koji su došli uništiti Izvor mladosti, smatrajući ga protivnim Božjim zakonima. Tijekom borbe, Barbossa je smrtno ranio Crnobradog svojim otrovanim mačem, na koji se i Angelica porezala. Jack je uspio uzeti kaleže, te prevario Crnobradog da popije iz pogrešnog kaleža, što je ovog ubilo, a Angelici spasilo život.

### Videoigre
Dio Jackovog života razjašnjen je u videoigri Pirati s Kariba Online. Nedugo nakon to je Jack postao Piratski vladar Kariba i upoznao Jolly Rogera, zloglasnog pirata koji mu je partiji pokera pokušao oteti "Piece of Eight", dokaz položaja Piratskog vladara. Kada nije uspio, Roger je postao žrtva užasne kletve koja je od njega napravila živog mrtvaca, te se zakleo Jacku na osvetu. 

## Poveznice
- Jack Sparrow na POTC wiki